# 長田邦裕
長田 邦裕（おさだ くにひろ、1955年7月4日‐ ）は、日本の実業家。元センチュリー21・ジャパン社長。元伊藤忠アーバンコミュニティ株式会社社長。

## 人物・経歴
1980年横浜国立大学工学部卒業後、伊藤忠商事に入社。2003年伊藤忠商事建設・不動産部門企画統轄課長、2011年伊藤忠都市開発（株）取締役、13年伊藤忠アーバンコミュニティ（株）常務取締役に就任。2014年より伊藤忠アーバンコミュニティ代表取締役社長に就任。2016年6月にセンチュリー21・ジャパン代表取締役社長兼フランチャイズ本部長に就任した。就任後は、仲介の営業マンでも簡単にリフォームの見積もりを作成できる「リフォームシミュレーター21」の提供を開始するなどリフォームビジネスを本格化させた。